# Dioxidifluoruro de xenón
El dioxidifluoruro de xenón es un compuesto químico inorgánico cuya fórmula es XeO2F2. Existe a temperatura ambiente en estado sólido metaestable, y se descompone lentamente en difluoruro de xenón, aunque se desconoce la causa de esta descomposición.

## Preparación
El dioxidifluoruro de xenón se obtiene haciendo reaccionar el trióxido de xenón con el oxitetrafluoruro de xenón.
{\displaystyle {\ce {XeO3 + XeOF4 -> 2XeO2F2}}}